# Société de transport Casa-Rabat
 (septembre 2020).
 (septembre 2020).
La Société de Transport Casa-Rabat (STCR) est une société de transport marocaine spécialisée dans le transport du personnel.
Avant d'être re-baptisée STCR dans les années 1970, la société portait le nom de Transport Chenaf a sa création dans les années 1950, du nom de son fondateur Bakhti Chenaf né à la fin des années 1870. Bakhti Chenaf était l'un des premiers Marocains à recevoir un agrément de transport.
La STCR est aujourd'hui l'un des leaders du transport du personnel et un participant majeur dans le secteur du transport urbain/suburbain au Maroc. Le siège de la compagnie se trouve dans la zone industrielle de Casablanca. Le groupe est encore aujourd'hui contrôlé par la famille Chenaf.
La STCR compte aujourd'hui plus de 400 employés et opère près de 600 véhicules. À la suite d'une recapitalisation en 2016, la société a porté sa capitalisation à 26 millions de dirham marocains. La même année, le chiffre d'affaires de la STCR était de 375 millions de dirham (~US$40m) pour un résultat d'exploitation de 40 million de dirham en dépit d'une activité en phase de tassement avec plusieurs nouveaux entrants sur le marché du transport marocain.